# Johannes Remmel

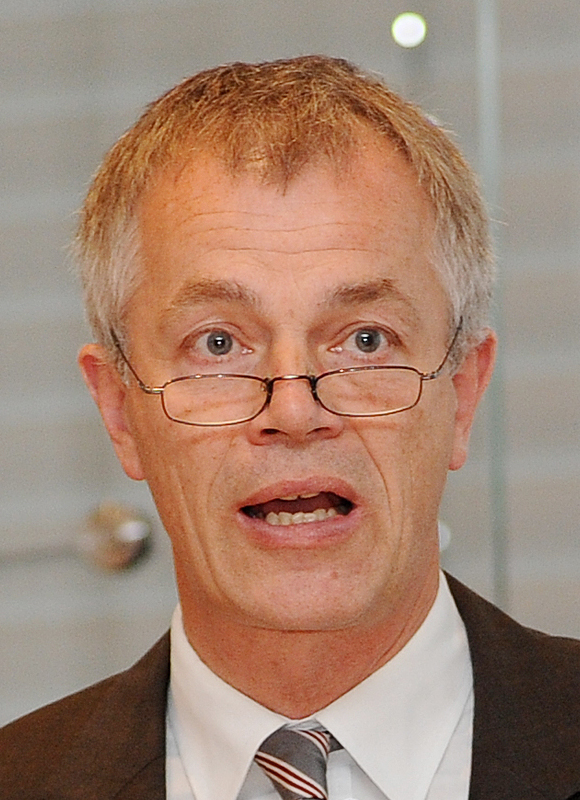
Johannes Remmel (2015)

Johannes Remmel (* 25. Mai 1962 in Siegen) ist ein deutscher Politiker (Bündnis 90/Die Grünen). Er war von 1995 bis 2012 und von 2017 bis 2022 Abgeordneter im Landtag von Nordrhein-Westfalen. Seine Themenschwerpunkte liegen im Bereich Umwelt- und Verbraucherschutz.  Vom 15. Juli 2010 bis zum 30. Juni 2017 war er Minister für Klimaschutz, Umwelt, Landwirtschaft, Natur- und Verbraucherschutz des Landes Nordrhein-Westfalen (Kabinett Kraft I, Kabinett Kraft II).

## Leben
Nach dem Abitur 1981 am Gymnasium am Giersberg begann Remmel ein Lehramtsstudium in den Fächern Geschichte, katholische Theologie und Sport an der damaligen Universität/Gesamthochschule Siegen (seit 2003: Universität Siegen), jedoch ohne Hochschulabschluss. 1987 bis 1988 war er Vorsitzender des Allgemeinen Studentenausschusses (AStA) an der Universität. Von 1992 bis 1995 übte er verschiedene Lehrtätigkeiten aus, unter anderem als Lehrer für „Deutsch als Fremdsprache“. Er ist verheiratet, hat zwei Kinder und wohnt mit seiner Familie in Siegen.

## Politik
Im Jahr 1983 trat er der Partei Die Grünen bei. Von 1987 bis 1988 gehörte er dem Vorstand des Grünen-Stadtverbandes in Siegen an, von 1991 bis 1993 war er Sprecher des Kreisverbandes Siegen-Wittgenstein.
Von 1988 bis 1995 war er Fraktionsgeschäftsführer der Grünen im Rat der Stadt Siegen und gehörte zwischen 1989 und 1995 dem Rat der Stadt Siegen an. Hier übte er u. a. den Vorsitz des örtlichen Umweltausschusses aus.
Bei der Landtagswahl 1995 schaffte Remmel den Sprung in das Landesparlament. Bis 2000 war er tourismuspolitischer Sprecher der Grünen-Fraktion, ab 1997 fungierte er zusätzlich als umweltpolitischer Sprecher und von 1999 bis zur Landtagswahl 2000 auch als finanzpolitischer Sprecher. Von 1997 bis 2000 war er außerdem Vorsitzender der Landtags-Enquetekommission „Zukunft der Mobilität“.
Bei der Landtagswahl 2000 schaffte Remmel erneut über die Landesreserveliste von Bündnis 90/Die Grünen den Einzug in das Parlament. Seither war er parlamentarischer Geschäftsführer der Grünen-Landtagsfraktion und agierte in dieser Funktion als Koordinator der Fraktion.
Auch bei der Wahl 2005 erfolgte ein Wiedereinzug in den Landtag. Hier setzte er seine Tätigkeit als parlamentarischer Geschäftsführer fort und war daneben umweltpolitischer und verbraucherschutzpolitischer Sprecher seiner Fraktion. In dieser Funktion gehörte er dem Umweltausschuss des Landtages an.
Bei der Landtagswahl 2010 zog Remmel über Platz 4 der Liste von Bündnis 90/Die Grünen erneut in den Landtag ein. Zwischen 2010 und 2017 war er Minister für Klimaschutz, Umwelt, Landwirtschaft, Natur- und Verbraucherschutz des Landes Nordrhein-Westfalen.
Auch nach der vorzeitigen Neuwahl des Landtages 2012 wurde Johannes Remmel auf Listenplatz 4 von Bündnis 90/Die Grünen in den Landtag und wieder zum Minister ernannt.
Mit Wirkung zum 1. November 2012 gab Johannes Remmel, entsprechend der Regelungen von Bündnis 90/Die Grünen NRW zur Trennung von Amt und Mandat, sein Abgeordnetenmandat zurück. Für ihn rückte Manuela Grochowiak-Schmieding nach.
Bei der Landtagswahl 2017 zog er über die Landesliste erneut in den Landtag ein.
Bei der Landtagswahl 2022 trat er im Wahlkreis Siegen-Wittgenstein II als Direktkandidat an, konnte dieses jedoch nicht gewinnen und schied aus dem Landtag aus.

## Sonstiges
- Bei Ermittlungen gegen den ehemaligen Abteilungsleiter im NRW-Umweltministerium, Harald Friedrich, geriet Remmel in eine Telefonabhöraktion. Trotz seiner Immunität als Landtagsabgeordneter wurde ein Telefonat Remmels von der Polizei abgehört und protokolliert. Diese Aktion wurde später durch Presseberichte bekannt.[3]
- Johannes Remmel ist Mitglied im Verwaltungsrat der Landwirtschaftlichen Rentenbank.
- Remmel war früher aktiver Fußballspieler und ist Inhaber der B-Lizenz für Fußballtrainer.[4]

## Kabinette
- Kabinett Kraft I 2010–2012, Minister für Klimaschutz, Umwelt, Landwirtschaft, Natur- und Verbraucherschutz
- Kabinett Kraft II 2012–2017, Minister für Klimaschutz, Umwelt, Landwirtschaft, Natur- und Verbraucherschutz